# Elecciones estatales de Renania del Norte-Westfalia de 1975
Las elecciones de Renania del Norte-Westfalia de 1975 se celebraron el 4 de mayo de 1975.
El principal candidato de la CDU fue, al igual que en 1970, Henry Köppler. El SPD postuló nuevamente a Heinz Kühn. El candidato del FDP fue el ministro de Economía, Horst Ludwig Riemer. 
Uno de los temas más importantes de la campaña fue el éxito de la CDU en los demás estados federados, lo cual hacía dudosa la continuación de la coalición SPD/FDP  Poco antes de las elecciones, los números de las encuestas para la coalición social liberal aumentaron debido a una mejora de la situación económica.
La participación fue muy alta (del 86,1%), la más alta jamás alcanzada en una elección estatal del estado. La CDU incrementó su porcentaje de votos en comparación con 1970, alcanzando el 47,1%, siendo su segundo mejor resultado en la historia del estado, pero al ganar solo 95 de los 200 escaños, claramente falló en su objetivo de reemplazar a la coalición social-liberal. Esta alcanzó una mayoría de 10 escaños con ligeras pérdidas del SPD y grandes ganancias del FDP.

## Resultados
| Partido | Partido        | Votos      | %     | Candidatos | Mand. directos | Escaños |
| --- | -------------- | ---------- | ----- | ---------- | -------------- | ------- |
| | CDU            | 4.828.554  | 47,05 | 150        | 76[1]          | 95      |
| | SPD            | 4.630.995  | 45,13 | 150        | 74             | 91      |
| | FDP            | 689.623    | 6,72  | 150        |                | 14      |
| | DKP            | 54.777     | 0,53  | 148        |                |         |
| | NPD            | 36.281     | 0,35  | 149        |                |         |
| | Zentrum        | 10.487     | 0,10  | 58         |                |         |
| | KPD            | 7.711      | 0,08  | 52         |                |         |
| | KPD/ML         | 1.731      | 0,02  | 19         |                |         |
| | UAP            | 648        | 0,01  | 13         |                |         |
| | EAP            | 311        | 0,00  | 14         |                |         |
| | Independientes | 1.087      | 0,01  | 7          |                |         |
| Total | Total          | 10.262.205 |       | 910        | 150            | 200     |
| [1]En la circunscripción 59 (Wuppertal IV), el SPD y la CDU recibieron la misma cantidad de votos. El candidato de la CDU Manfred Sanden ganó por sorteo. |                |            |       |            |                |         |

## Post-elección
Heinz Kühn fue elegido el 4 de junio, con 105 votos como primer ministro, Henry Köppler recibió 94 votos. El mismo día el nuevo gabinete juró su cargo. Tras la dimisión de Kühn el 20 de septiembre de 1978, Johannes Rau fue elegido como nuevo primer ministro.